# Pädagogische Hochschule Zentralschweiz
Die Pädagogische Hochschule Zentralschweiz (PHZ, engl. University of Teacher Education Central Switzerland) war bis Ende Juli 2013 eine eidgenössisch anerkannte und international akkreditierte Pädagogische Hochschule für Lehrerbildung und Schulforschung. Sie war dezentral an den drei Standorten Luzern (PHZ Luzern), Goldau (PHZ Schwyz) und Zug (PHZ Zug) organisiert. Trägerschaft war ein Konkordat der sechs zentralschweizerischen Kantone Luzern, Schwyz, Uri, Obwalden, Nidwalden und Zug.
Nach Auflösung des Konkordats führen seit Beginn des Schuljahres 2013/14 die Standortkantone der bisherigen Teilschulen ihre Schulen eigenständig weiter.